# Heca
Heca (... – 1057) è stato un vescovo cattolico inglese.

## Origine e significato del nome
Il nome è di etimo incerto, forse collegato ai termini hōc "uncino" o hēccan "ragazzo".

## Biografia
Heca era un cappellano di Edoardo il Confessore, e probabilmente fu tra gli addetti alla custodia del sigillo del re e tra i supervisori dell'apparato notarile reale.
Secondo la Cronaca anglosassone fu consacrato vescovo di Selsey nel 1047, alla morte del precedente vescovo Grimketel. Bisogna però segnalare che vi sono discordanze sulla data della morte di Grimketel (e la conseguente consacrazione di Heca) tra i manoscritti pervenutici della Cronaca Anglosassone: le date variano tra il 1045 ed il 1047. 
La nomina di Heca a vescovo rientra tra quelle che re Edoardo conferì negli anni tra il 1045 ed il 1049 a cappellani di corte; l'anno della nomina non è certo, ma è presumibile che coincida con quello della consacrazione. Dei vescovi nominati in quel periodo Heca era l'unico inglese e di formazione inglese, infatti Leofric, altro inglese, aveva svolto i suoi studi in Lotaringia e gli altri erano stranieri.
Dopo la consacrazione compare come testimone in almeno tre documenti (charter) datati dal 1050 al 1055, nei quali gli è attribuito il titolo di Vescovo del Sussex, territorio compreso nella Diocesi di Selsey.
- Il primo documento, del 1050, riguarda la concessione di otto hides sul fiume Kennet, a Leverton, fatta da Re Edoardo all'Abbazia di St. Mary ad Abingdon.
- Il secondo, sempre del 1050, riguarda la concessione di quattro hides a Sandford-on-Thames fatta da Re Edoardo a Godwin del Wessex.
- Il terzo, databile tra il 1053 ed il 1055, riguarda l'accordo tra il vescovo Wulfwig di Dorchester, il conte Leofrico di Coventry e lady Godiva, sua moglie, riguardante una donazione allo Stow Minster, nel Lincolnshire.

Secondo la maggioranza dei manoscritti della Cronaca anglosassone morì nel 1057,(o nel 1058 secondo due manoscritti). Suo successore fu consacrato Æthelric II.